# Tivadar, Szabolcs-Szatmár-Bereg
Tivadar  este un sat în districtul Fehérgyarmat, județul Szabolcs-Szatmár-Bereg, Ungaria, având o populație de 197 de locuitori (2011). 

## Demografie
Componența etnică a satului Tivadar
     Maghiari (98,24%)
     Germani (1,76%)
Componența confesională a satului Tivadar
     Reformați (77,66%)
     Fără religie (2,03%)
     Necunoscută (20,3%)
Conform recensământului din 2011, satul Tivadar avea 197 de locuitori. Din punct de vedere etnic, majoritatea locuitorilor (98,24%) erau maghiari, cu o minoritate de germani (1,76%).  Din punct de vedere confesional, majoritatea locuitorilor (77,66%) erau reformați, cu o minoritate de persoane fără religie (2,03%). Pentru 20,3% din locuitori nu este cunoscută apartenența confesională.